# Николай Чернев
Николай Чернев Николов (Здравко) е български партизанин, офицер, генерал-лейтенант, политик, дипломат.

## Биография
Николай Чернев е роден на 19 ноември 1919 г. в град Ямбол. Завършва Ямболската гимназия и от есента на 1939 г. е студент във Висшата търговска академия във Варна, която не завършва. Член е на РМС от 1934 г., на БОНСС от 1939 г., на БКП от 1940 г. Става член на ОК на РМС-Варна в периода 1939 – 1941 г. В същото време е студент във Висшето търговско училище във Варна. От 1941 до 1942 г. е секретар на Окръжния комитет на РМС. След провал минава в нелегалност. Участва в Съпротивителното движение по време на Втората световна война. Става партизанин и секретар е на ОК на РМС (1942 – 1944), на ОК на БРП (к) от 1943 г. в Ямбол, член на Щаба на Шеста Ямболска въстаническа оперативна зона.
След 9 септември 1944 г. е секретар на ОК на БРП (к) в Ямбол, член на Областния комитет на БКП в Бургас (1944 – 1948). През 1946 г. завършва 6-месечна партийна школа. От 1948 до 1949 г. е председател на Околийския народен съвет и член на Бюрото на Ок на БКП. Между 1949 и 1950 г. е секретар на ОК на БКП в Ямбол. От февруари 1950 до април 1951 г. е заместник-завеждащ отдел „Партийни, профсъюзни и младежки органи“ при ЦК на БКП. След това до 1952 г. е началник на Управление „Организационно-инструкторско“ на Главното политическо управление на българската народна армия. От февруари до септември 1952 г. е заместник-началник на Главното политическо управление на народната армия. От септември 1952 до декември 1953 г. учи във Военнополитическата академия „В.И.Ленин“ в Москва.
От декември 1953 г. е освободен член на Военния съвет на Първа армия. Между 1956 и 1958 г. е заместник-завеждащ отдел „Административни органи“ на ЦК на БКП. В периода 1958 – 1961 г. учи във Военната академия „Фрунзе“. След това до март 1962 г. е първи заместник-завеждащ отдел „Административни органи“ на ЦК на БКП. Началник на Главното политическо управление на българската народна армия от март 1962 г. до 3 февруари 1966 г. Има съществени заслуги за изграждането и укрепването на отбранителната мощ на страната. Повишен в чин генерал-майор на 14 септември 1954, а на 29 април 1962 г. и в чин генерал-лейтенант.
Председател на Българската федерация по борба (1962 – 1963)
Посланик на България в Полша (1969 – 1973), Виетнам (1973 – 1977), отговарящ за Южен Виетнам и Лаос.

## Образование
- Военнополитическата академия „В.И.Ленин“ (септември 1952-декември 1953)
- Военна академия „Фрунзе“ (1958 – 1961)